# Ryan Grant
Ryan Brett Grant (ur. 9 grudnia 1982 w Nowym Jorku) – amerykański zawodnik futbolu amerykańskiego w lidze NFL. Gra na pozycji biegacza w Green Bay Packers z numerem 25. Wcześniej występował w New York Giants.